# 幸運男子 -ラッキーくん-
『幸運男子 -ラッキーくん-』は、高口里純による日本の漫画作品、及びそれを原作としたドラマCDである。

## 概要
小説家・栗本薫と雑誌「すばる」で対談した折、「ちゃんとしたヤオイ漫画は描かないのか?」と尋ねられ、同人誌ではヤオイ漫画を多く描いていたので「そろそろ商業誌でもヤオイ漫画を描いてもいいだろうか」と思い描き始められた。物語のラストは描く前から決められていた（ドラマCDブックレットより）。全2巻、全8話で完結することも決まっており、最終話の内容も決まっていた（文庫版『完全版・幸運男子』2巻あとがきより）。
単行本2巻までは少女漫画誌に連載され少女漫画レーベルで単行本化されたので、ヤオイ漫画そのものとしては扱われていなかった。「mimi Excellent」での連載が終了し単行本全2巻で完結してから数年後、ヤオイ漫画誌に新たなエピソード（Let´s go to Bed）が掲載され第3巻にまとめられた。
「番外編」は1999年の文庫化の際、雑誌「CIEL」1999年3月号に掲載されたものが収録された。「番外編」は「特別編」として2006年に同人誌「悪態16」に再録された。

## あらすじ
母子家庭で育った斑と父子家庭で育ったすばるの親達が再婚した。斑とすばるは同じ高校の同級生である。美形で高校中の女子からモテていたすばるは、斑の友人達から目の敵にされていた。斑はその友人達に気兼ねし、すばるに義理の兄弟になった事をバラさないように頼み込んでいた。
やおいという言葉もあまり浸透していなかった1990年前後、マニアックな雑誌や少女達の間では、見た目の良い少年同士が親しげにしている状況を「ラッキーくんを見つけた」と喜び合う文化があった。斑の彼女・ヒナ子もその一人である。
斑の母親とすばるの父親が再婚旅行へ行き、斑とすばるは数週間ふたりだけで暮らすことになり、恋に落ちてゆく。
サブタイトル（発表順）
1. そういう事情 ［時系列 2］
斑はすばると義理の兄弟になったことを学校では隠していた。その事をすばるは「斑の弱みを握っている」と表現したので、斑とすばるの関係について憶測が広まった。斑はすばるを呼び出したが、アクシデントでロッカーの中に二人で隠れることになり、斑は密着したすばるにキスをしてしまう。
2. 家庭内×× ［時系列 3］
すばるは信子と交際を始め、自分と斑が義理の兄弟だと教えた。その後、信子の本命が斑だと知り交際をやめる。斑はすばるの面倒を見ているうちに、またキスしてしまった。
3. Doki Doki ［時系列 4］
斑と二度キスしたすばるは一緒の家に居られなくなり外泊を繰り返す。斑はすばるにキスしたい気持ちが恋だと自覚する。
4. ¨好き¨はどこへいくの? ［時系列 5］
男同士の恋愛をどうしたら良いかわからない斑とすばるはキス以上何もできない。
5. ライトコンビネーション ［時系列 6］
すばるは斉と再会する。
6. 本気（マジ） ［時系列 7］
斑の母親が再婚旅行から帰って来た。
7. B ［時系列 8］
8. Dear ［時系列 15］
9. Let´s go to Bed 1 ［時系列 9］
10. Let´s go to Bed 2 ［時系列 10］
11. Let´s go to Bed 3 ［時系列 11］
12. Let´s go to Bed 4 （前編） ［時系列 12］
13. Let´s go to Bed 4 （後編） ［時系列 13］
14. 番外編 ［時系列 1、14］
時系列 1 - すばる目線での斑との出会い。親同士が再婚する前から、すばるはいつも賑やかで明るい斑を意識していた。
時系列 14 - 大学の入学試験が終わった夜。受験のために二人はホテルの同じ部屋に泊まっていた。

## 登場人物
声はドラマCD版でのキャスト
中井 斑（なかい むら）
声 - 上田祐司
本作の主人公。すばるとは同じ高校の同級生。自分の母親（声 - 村上はるみ）とすばるの父親が再婚して義理の兄弟になった。料理が上手であり、マザコン気味。母親から彼と仲良くするように頼まれており、何かと世話を焼くはめになっている。
開原 すばる（かいばら すばる）
声 - 石田彰
斑と同じ高校で美形の優等生の男子として知られている。無愛想で自己管理能力が低い。父親代わりに一緒にいてくれた叔父の斉が引越しのためほとんど会えなくなり、そのことがショックで自暴自棄になっていた。
ヒナ子（ヒナこ）
声 - 大谷育江
斑のガールフレンドであり、別の高校に通っている。「ラッキーくん」が好き。彼とは好き合っているがセックスフレンドに近く、二人の関係に萌えている。
斉（さい）
声 - 中原茂
すばるの叔父であり、名付け親の科学者。彼の家庭教師をしていたが、引越しのせいでほとんど会えなくなり、その事が原因でトラウマになっていた。
由良 信子（ゆら のぶこ）
声 - 嶋村薫
一時期すばると交際した女生徒。本命は斑で、彼の弱みを聞き出そうとして近づいた。
三島（みしま）、松ヶ峰（まつがみね）、ターくん
声 - 高木渉、林延年、菊池正美
斑の友人たち。美形で女生徒の注目を集めているすばるを嫌っており、彼とケンカをするも返り討ちにあって敗北した。

## ドラマCD

### スタッフ
- 脚本： 沙藤いつき
- 音響効果：金丸孝彦、野崎博樹
- 音響プロデューサー：中野徹
- キャスティング協力：81プロデュース

### 主題歌
出会った時と僕らの距離は
作詞：高口里純、作曲・編曲：高橋洋一、歌手：高尾直樹
カレ×彼×わたし
作詞：高口里純、作曲・編曲：高橋洋一、歌手：宮原エリカ

## 書誌情報
KC mimi版は発表順に収録され、コミック版高口里純文庫版はストーリーの時系列順に収録されている。コミック版高口里純文庫版には、雑誌CIELに掲載された「番外編」が新規収録されている。
『幸運男子 -ラッキーくん-』〈講談社・KC mimi〉全3巻
1. 1991年6月発売、ISBN 4-06-170325-0
2. 1992年12月発売、ISBN 4-06-327404-7
3. 1995年11月発売、ISBN 4-06-327489-6

［文庫版］『完全版・幸運男子 -ラッキーくん-』〈角川書店・コミック版高口里純文庫〉全2巻
1. 1999年8月発売、ISBN 4-04-921076-2
2. 1999年8月発売、ISBN 4-04-921077-0

### 書誌情報出典
- KADOKAWAオフィシャルサイト内のページ
  - 完全版幸運男子　第１巻
  - 完全版幸運男子　第２巻